# Élections législatives de 1906 dans les Alpes-Maritimes
 (signalé en août 2025).
Si vous disposez d'ouvrages ou d'articles de référence ou si vous connaissez des sites web de qualité traitant du thème abordé ici, merci de compléter l'article en donnant les références utiles à sa vérifiabilité et en les liant à la section « Notes et références ».
- Archive Wikiwix
- Bing
- Cairn
- DuckDuckGo
- E. Universalis
- Gallica
- Google
- G. Books
- G. News
- G. Scholar
- Persée
- Qwant
- (zh) Baidu
- (ru) Yandex
- (wd) trouver des œuvres sur Wikidata

Les élections législatives dans les Alpes-Maritimes, ont lieu les dimanches 6 mai 1906 et 20 mai 1906.
Elles ont pour but d'élire les 5 députés représentant le département à la Chambre des députés pour un mandat de quatre années.

## Mode de scrutin
L'élection se fait au scrutin d'arrondissement, soit un mode uninominal majoritaire à deux tours.
La circonscription pour l'élection est l'arrondissement.
Le scrutin est individuel, chaque arrondissement élisant un député.
Les arrondissements qui ont plus de cent mille habitants sont divisés. Dans ce cas on élit un député par circonscription électorale.
L'article 18 précise qu'il faut réunir pour être élu au premier tour :
1. La majorité absolue des suffrages exprimés ;
2. Un nombre de suffrages égal au quart des électeurs inscrits.

Au deuxième tour la majorité relative suffit. En cas d'égalité c'est le plus âgé qui est élu.

## Résultats par arrondissement

### Arrondissement de Grasse

#### 1recirconscription
Il regroupe l'essentiel des cantons de l'arrondissement, surtout sa partie non maritime. Ces sont les cantons de Grasse, Saint-Vallier-de-Thiey, Saint-Auban, Coursegoules, Bar-sur-Loup, Vence et de Cagnes.
| Candidats      | Candidats                  | Étiquette       | Premier tour | Premier tour | Ballotage | Ballotage |
| Candidats      | Candidats                  | Étiquette       | Voix         | %            | Voix      | %         |
| -------------- | -------------------------- | --------------- | ------------ | ------------ | --------- | --------- |
|                | Antoine Maure *            | Rép G           | 3 970        | 46,77        | 4 560     | 49,21     |
|                | César Ossola               | Rad-soc         | 3 761        | 44,31        | 4 718     | 50,92     |
|                | Michel Court de Fontmichel | Action libérale | 761          | 8,97         |           |           |
|                |                            |                 |              |              |           |           |
| Inscrits       | Inscrits                   | Inscrits        | 12 472       | 100,00       | 12 472    | 100,00    |
| Votants        | Votants                    | Votants         | 8 728        | 69,98        | 9 364     | 75,08     |
| Blancs et nuls | Blancs et nuls             | Blancs et nuls  | 240          | 2,75         | 100       | 1,07      |
| Exprimés       | Exprimés                   | Exprimés        | 8 488        | 97,25        | 9 266     | 98,93     |

*sortant

#### 2ecirconscription
Il regroupe les deux cantons maritimes de l'arrondissement, c'est-à-dire ceux d'Antibes et de Cannes.
| Candidats      | Candidats                    | Étiquette      | Premier tour | Premier tour |
| Candidats      | Candidats                    | Étiquette      | Voix         | %            |
| -------------- | ---------------------------- | -------------- | ------------ | ------------ |
|                | Pierre Jean François Arago * | Progressiste   | 4 816        | 58,91        |
|                | Jules Lecoq                  | Rad ind        | 1 740        | 21,28        |
|                | Louis Maffert                | SFIO           | 1 457        | 17,82        |
|                | Mouton                       |                | 94           | 1,15         |
|                | Édouard Lecoq                |                | 66           | 0,81         |
|                | Louis Huncque                |                | 7            | 0,09         |
|                |                              |                |              |              |
| Inscrits       | Inscrits                     | Inscrits       | 11 698       | 100,00       |
| Votants        | Votants                      | Votants        | 8 348        | 71,36        |
| Blancs et nuls | Blancs et nuls               | Blancs et nuls | 143          | 1,71         |
| Exprimés       | Exprimés                     | Exprimés       | 8 175        | 98,29        |

*sortant

### Arrondissement de Nice

#### 1recirconscription
Il regroupe les deux anciens cantons urbains niçois de Nice-Ouest et Nice-Est.
| Candidats      | Candidats            | Étiquette      | Premier tour | Premier tour |
| Candidats      | Candidats            | Étiquette      | Voix         | %            |
| -------------- | -------------------- | -------------- | ------------ | ------------ |
|                | Flaminius Raiberti * | Progressiste   | 9 545        | 63,72        |
|                | Orizet               | Rad ind        | 2 765        | 18,46        |
|                | Sioly                | Rad-soc        | 2 431        | 16,23        |
|                | Robini               |                | 163          | 1,09         |
|                | Cauvin               |                | 34           | 0,23         |
|                | Gontard              |                | 6            | 0,04         |
|                | Travasa              |                | 6            | 0,04         |
|                | Nègre                |                | 2            | 0,01         |
|                | Isrël                |                | 1            | 0,01         |
|                |                      |                |              |              |
| Inscrits       | Inscrits             | Inscrits       | 20 986       | 100,00       |
| Votants        | Votants              | Votants        | 15 371       | 73,24        |
| Blancs et nuls | Blancs et nuls       | Blancs et nuls | 391          | 2,54         |
| Exprimés       | Exprimés             | Exprimés       | 14 980       | 97,46        |

*sortant

#### 2ecirconscription
Elle regroupe tous les cantons non niçois.
| Candidats      | Candidats       | Étiquette      | Premier tour | Premier tour |
| Candidats      | Candidats       | Étiquette      | Voix         | %            |
| -------------- | --------------- | -------------- | ------------ | ------------ |
|                | Félix Poullan * | Progressiste   | 9 684        | 97,16        |
|                | Vissian         | Rad ind        | 282          | 2,83         |
|                | Ansaldi         |                | 7            | 0,07         |
|                |                 |                |              |              |
| Inscrits       | Inscrits        | Inscrits       | 16 715       | 100,00       |
| Votants        | Votants         | Votants        | 10 607       | 63,46        |
| Blancs et nuls | Blancs et nuls  | Blancs et nuls | 640          | 6,03         |
| Exprimés       | Exprimés        | Exprimés       | 9 967        | 93,97        |

*sortant

### Arrondissement de Puget-Théniers
Il regroupe tous les cantons de l'ancien arrondissement, au nord du département.
| Candidats      | Candidats               | Étiquette      | Premier tour | Premier tour |
| Candidats      | Candidats               | Étiquette      | Voix         | %            |
| -------------- | ----------------------- | -------------- | ------------ | ------------ |
|                | Alfred Donadei          | Rad ind        | 3 598        | 66,38        |
|                | Raphaël Bischoffsheim * | Progressiste   | 1 818        | 33,54        |
|                |                         |                |              |              |
| Inscrits       | Inscrits                | Inscrits       | 6 827        | 100,00       |
| Votants        | Votants                 | Votants        | 5 478        | 80,24        |
| Blancs et nuls | Blancs et nuls          | Blancs et nuls | 64           | 1,17         |
| Exprimés       | Exprimés                | Exprimés       | 5 420        | 98,83        |

*sortant